# Chironomus atrella
Chironomus atrella är en tvåvingeart som först beskrevs av Henry Keith Townes, Jr. 1945.  Chironomus atrella ingår i släktet Chironomus och familjen fjädermyggor. Inga underarter finns listade i Catalogue of Life.